# Porolepis
Porolepis es un género extinto de peces sarcopterigios porolepiformes, del Devónico Temprano de Ucrania, la cual es rica en restos de Porolepis, y también de los Estratos Nellen Koepfchen de Alemania. Vivió junto al lofotrocozoo Macrodontophion. Fue descrito por primera vez en 1858 pero Porolepis no fue nombrado como un género confirmado hasta 1891.